# Mehdi Ben Barka
Mehdi Ben Barka (àrab: المهدي بن بركة, al-Mahdī ibn Barka) va ser un polític marroquí, activista per la independència i més tard dissident del règim de Hassan II, cofundador dels partits polítics Istiqlal i UNFP i figura dirigent del moviment tercermundista. Va néixer a Rabat el 1920 i va morir en estranyes circumstàncies a París el 1965. El seu segrest i assassinat a mans, aparentment, dels serveis secrets marroquins, és un dels episodis més emblemàtics de l'època de la història del Marroc coneguda com els anys de plom.

## Primers anys
Mehdi Ben Barka va néixer a Rabat (Marroc) el 1920, en una família de classe mitjana baixa: el seu pare era recitador de l'Alcorà en una mesquita i venedor de te i sucre. Ben Barka va assistir a l'escola alcorànica fins als nou anys. La família només tenia recursos perquè un dels fills anés a escola més enllà d'aquesta edat, i li va tocar al germà gran, qui va estudiar en un col·legi francès. Ben Barka acompanyava tots els dies al seu germà i l'esperava a la porta fins a la sortida. La mestra francesa va acabar per convidar-lo a entrar com oïdor i es va revelar com un estudiant excepcional. Va arribar a ser el primer llicenciat en matemàtiques del Marroc.
En la seva adolescència va freqüentar cercles nacionalistes. El moviment independentista marroquí, que va veure en ell a un futur líder, va ser qui va córrer amb les despeses dels seus estudis secundaris. Una beca de la Residència (el govern francès al Marroc) li va permetre després cursar estudis universitaris a Alger i convertir-se en l'únic marroquí de l'època llicenciat en Ciències. L'agitació nacionalista que va acompanyar la Segona Guerra Mundial va impedir que fes el doctorat, dedicant-se, a partir de llavors, completament a la política.

## De l'Istiqlal a l'exili
El 1944 Mehdi Ben Barka va ser un dels signants del Manifest per la independència, que era al mateix temps l'acta de creació del Partit de la Independència, més conegut pel seu nom àrab: Istiqlal. Això li va valer, com a altres líders nacionalistes, dos anys de presó. En sortir es va dedicar a labors d'organització interna del partit, particularment a la creació d'un arxiu de documentació i d'un diari, Al-Alam («La Bandera»). La seva intensa activitat li va valer el malnom de Dinamo, que conservarà per la resta de la seva vida.
Com que el partit Istiqlal era il·legal —encara que més o menys tolerat per les autoritats d'ocupació—, no tenia seus públiques: a Rabat era la casa familiar de Ben Barka, que estava a la Medina (o ciutat vella), i que servia de lloc de reunió, de treball i de trobada amb la premsa. Ben Barka es va convertir aviat en una figura de referència dintre del moviment nacionalista marroquí, a pesar de les seves diferències d'edat i extracció social amb els líders nacionalistes històrics, com Allal al-Fasi o Ahmed Balafrej. Al contrari d'ells, Ben Barka veia en el nacionalisme únicament una bandera sota la qual escometre el que realment importava, que era la modernització del Marroc: acabar amb el subdesenvolupament, l'analfabetisme, les estructures feudals i les desigualtats socials. Ben Barka volia que l'Istiqlal fos el partit de la modernitat i que al mateix temps fos un partit popular, això és, lligat a tots els sectors socials, amb especial atenció al proletariat urbà i als habitants dels barris de barraques (viles), que eren el nexe entre la ciutat i el camp (l'Istiqlal era sobretot una organització urbana).
D'aquesta manera, Ben Barka es va acostar, i també va acostar progressivament l'Istiqlal, a posicions de tipus socialista, el que a la llarga seria causa d'una fractura dintre del partit. En aquells moments, no obstant això, aquestes posicions eren en gran manera la clau de l'èxit del partit i de la popularitat de Ben Barka. El 1951 Ben Barka fou exiliat a l'Atles. Durant tres anys, se'l va obligar a internar-se més i més en les muntanyes, fins a reduir el seu contacte amb la vida urbana a una visita anual de la seva família. Ben Barka va aprofitar l'aïllament per a estudiar economia del desenvolupament, sociologia, anglès i tamazight. En les cartes que enviava a la seva família, relatant la monotonia quotidiana, incloïa missatges amb tinta invisible per als seus companys de lluita.
Mentre va durar el bandejament de Ben Barka, les tensions en les ciutats augmentaren. A Casablanca, centenars de manifestants van ser morts a trets per la policia francesa el desembre de 1952. El 1953, el soldà Mohammed Ben Yusef va iniciar la seva vaga del segell, negant-se a signar les lleis i decrets que li presentava la Residència. Aquesta va decidir substituir-lo per un parent seu més dòcil, l'ancià Mohammed Ben Arafa, i va enviar a Ben Yusef i al príncep hereu Hassan a l'exili a Madagascar, cosa que va convertir al monarca automàticament en un heroi per a la majoria dels marroquins. Un sector del nacionalisme va passar a la lluita armada, formant l'Exèrcit d'Alliberament del Marroc, conegut com a la Resistència, que de seguida va establir contactes amb el nacionalisme armat d'Algèria, cosa que va inquietar profundament França. Els dirigents nacionalistes empresonats o deportats eren vists aleshores com a interlocutors vàlids, en la mesura que no se'ls podia considerar culpables d'accions com el sagnant atemptat el desembre de 1953 a Casablanca, on desenes de francesos que feien les seves compres de Nadal van morir a conseqüència d'una bomba. Ben Barka i altres líders nacionalistes van ser alliberats. A principis de 1955 va formar part de la delegació d'Istiqlal en la Conferència d'Aix-els-Bains (França), en la qual es va acordar la «independència en la interdependència» del Marroc, amb Mohammed V com a rei. A canvi, els nacionalistes marroquins van tallar els llaços amb la resistència algeriana.
El Marroc independent es va iniciar amb un rei al capdavant, fortes aliances amb l'antiga potència colonial, i un Istiqlal hegemònic i obstinat a assegurar la permanència de l'statu quo pactat: el partit nacionalista va emprendre accions contra qui, dintre o fora de les seves files, qüestionava la monarquia, prosseguia la lluita armada, donava suport als independentistes algerians o criticava l'hegemonia d'Istiqlal. En aquesta onada repressiva va haver fins i tot morts, com Abbas Mesaadi, líder de la Resistència, o el comunista Abdelkrim Ben Abd Allah. La reputació de Ben Barka, qui com a dirigent del partit no podia ser-ne totalment aliè, es va mantenir com una de les figures més carismàtiques del nou Marroc.
Per això, Mohammed V el va nomenar president del primer parlament marroquí, encara que aquest òrgan era més aviat un consell consultiu que assistia al rei, ja que el repartiment de poder entre l'antic soldà i la classe política seguia sense quedar netament definit.
En aquests anys (mitjans dels 50), Ben Barka es va dedicar també a viatjar i a prendre contacte amb moviments i adalils del Tercer Món en lluita contra el colonialisme i el neocolonialisme: va ser rebut per Burguiba, Nasser, Hô Chí Minh o Mao Zedong en els seus respectius països, on Ben Barka buscava receptes contra el subdesenvolupament i el feudalisme que poguessin exportar-se al Marroc. Aquest va ser l'inici de la seva carrera en la política internacional com a líder del moviment tercermundista.
Sense ser ministre ni posseir cap altre càrrec amb poder executiu, el seu prestigi era tal que va assolir implantar al Marroc experiències pilot inspirades en les de països amb règims socialistes, com iniciatives de treball voluntari per a la creació d'infraestructures. Entre elles es va destacar l'escola taller de la Carretera de la Unitat, una carretera que va unir els antics territoris espanyol i francès del Marroc, i a través de la construcció del qual es va pretendre formar a milers de joves marroquins. El 1959 van explotar dins Istiqlal les tensions que s'arrossegaven des d'anys enrere amb relació a qüestions com la relació entre el rei i la classe política i el repartiment de poder subsegüent (tema mantingut en equilibri des de la independència), o la relació entre les velles estructures socials i de poder (el Majzen) amb els desitjos de transformació social i econòmica defensats, entre d'altres, per Ben Barka. Aquest i altres militants van exigir una definició clara de l'estructura de l'Estat marroquí, amb l'adopció d'una constitució i la limitació dels poders del monarca, i la substitució de les estructures majzenianes de poder fàctic per institucions democràtiques. La majoria dels dirigents d'Istiqlal va interpretar que el corrent de Ben Barka estava plenament en contra de la monarquia. D'aquesta manera, Ben Barka, Mohammed Basri i Abderrahim Bouabid, que tenien el suport de la major part dels sindicalistes i joventuts del partit, van ser forçats a sortir-ne. Van crear llavors la Unió Nacional de Forces Populars (UNFP).
La UNFP va tenir una orientació marcadament d'esquerres i va denunciar des del principi la corrupció que al seu parer envaïa les incipients institucions marroquines, la pervivència del feudalisme i l'aliança d'aquest amb els homes de negocis estrangers. Va reclamar eleccions lliures, una constitució, l'alfabetització, la reforma agrària i el final de l'exclusió social de les dones. En tres mesos els dirigents del nou partit foren empresonats, i el seu periòdic prohibit. Ben Barka es va exiliar voluntàriament a París.

## Exili i activitat internacional
Des de la capital francesa, Ben Barka va seguir en contacte amb l'oposició marroquina (per a la qual el seu domicili es va tornar una espècie de seu a Europa) però es va dedicar cada vegada més a tasques d'organització dintre del moviment tercermundista amb el qual havia pres contacte uns anys abans. Va ser escollit per al comitè executiu del Fons de Solidaritat Afroasiàtica, nucli del moviment dels no alineats.
El 1962 Ben Barka va tornar al Marroc per a participar en el II Congrés de la UNFP. Va tenir una rebuda multitudinària. El seu informe per al congrés, no obstant això, va ser considerat massa «revolucionari» pels seus companys, que no van deixar que fos llegit des de la tribuna.
Mohammed V havia mort, i des de feia un any regnava Hassan II. L'equilibri i la tensió de poders que existia des de la independència s'havia resolt en una monarquia absoluta de fet. Es va aprovar una constitució redactada per juristes francesos que pretenia donar aires democràtics al règim: Istiqlal la va acceptar, però l'UNFP la va rebutjar totalment. En la revetlla del referèndum constitucional, Ben Barka, que era seguit permanentment per la policia des del seu retorn, va patir un intent d'assassinat quan l'automòbil en el qual viatjava a Casablanca va ser empès per un altre automòbil cap a un barranc. El líder de l'UNFP es va salvar amb una lesió cervical lleu.
El 1963 es va presentar a les primeres eleccions legislatives pel districte de Yaqub al-Mansur, un suburbi de Rabat. Els seus mítings electorals (vetats en la ràdio i la televisió) s'enfrontaven radicalment contra el poder personal del rei. El resultat de les eleccions va donar la victòria a un partit recentment creat per personatges vinculats al palau, seguit des de lluny per Istiqlal i l'UNFP. L'oposició va denunciar el frau. Dos mesos més tard, quan els diputats encara no havien pres possessió dels seus escons, milers de militants de l'UNFP, inclòs tot el seu Comitè Executiu, van ser detinguts i torturats sota la sospita de preparar un complot contra la vida de Hassan II. Ben Barka va aconseguir fugir i sortir del país cap a un segon exili. Va trobar refugi a Algèria, on el president Ahmed Ben Bella el va protegir i li va assignar tasques relacionades novament amb el moviment tercermundista.
El 1964 es va celebrar a Rabat el procés contra l'UNFP pel suposat complot contra el rei. Es dictaren vint condemnes a mort, entre elles la de Ben Barka, jutjat en rebel·lia. Tots els condemnats a mort, excepte ell, van ser indultats poc després. Ben Barka havia estat denigrat públicament al Marroc a causa del seu rebuig a la Guerra de les Sorres, que aquell any va enfrontar al seu país natal amb el seu país d'acollida, Algèria, el que va ser presentat per les autoritats marroquines com connivència amb l'enemic.
Mentrestant, Ben Barka continuava la seva activitat com a organitzador del moviment tercermundista, guanyant rellevància a escala internacional. El 1965 no tenia residència fixa: com a president de la comissió preparadora de la Conferència Tricontinental, que havia de celebrar-se a l'Havana l'any següent, vivia a cavall entre França, Algèria, Egipte i Cuba, entre altres llocs. Al març, Marroc es va commoure amb la duríssima repressió contra uns disturbis populars a Casablanca; poc després, Hassan II va anunciar la seva intenció d'emprendre reformes i va fer arribar un missatge al matemàtic Ben Barka que deia: «He de resoldre una equació al Marroc». Ben Barka, que seguia condemnat a mort, va considerar la idea de tornar al seu país, amb la condició que s'emprenguessin profundes reformes socials i que la seva tornada fos després de la celebració de la Tricontinental. Al juny, no obstant això, Hassan II va abandonar la idea de fer reformes i es va inclinar pel mètode oposat: decretar l'estat d'excepció, dissoldre el parlament i posar-se ell mateix al capdavant d'un govern designat, el ministre de Justícia del qual era el jutge que va condemnar a mort a Ben Barka, i el seu ministre de l'Interior el general Mohammed Ufqir, qui era el cap de la policia en les vespres del plebiscit constitucional de 1962, quan va ocórrer l'intent d'assassinat de Ben Barka.

## Desaparició de Ben Barka
Ben Barka va ser segrestat el 29 d'octubre de 1965 a París per agents de la policia francesa, quan es dirigiria a una cita amb el director de cinema Georges Franju per a preparar el rodatge d'una pel·lícula sobre la descolonització. Des de llavors no es van tenir més notícies d'ell.
La investigació judicial que va seguir establí que Ben Barka va ser traslladat a un xalet d'un poble proper on va ser torturat fins a la mort per agents marroquins i mercenaris francesos, dirigits aparentment pel llavors ministre de l'interior marroquí, Mohammed Ufqir, qui hauria participat en persona en l'afer. El judici, celebrat el 1967, va condemnar a penes de presó a diversos dels implicats, inclòs Ufqir, qui va ser jutjat en rebel·lia i condemnat a cadena perpètua. No obstant això, no es van assolir esbrinar tots els detalls de la trama, especialment la implicació dels governs francès i marroquí com a tals, o dels seus serveis secrets, les raons precises del segrest, les possibles complicitats d'altres organitzacions com la CIA o el parador del cos de Ben Barka. Per aquesta raó, el procés segueix obert, encara que gairebé tots els testimonis coneguts han anat morint al llarg dels anys, la majoria per causes no naturals.
Amb el canvi de segle, i coincidint amb la relativa obertura política al Marroc, dos testimoniatges nous han obert nova llum sobre el cas Ben Barka. Un és el de l'antic agent de la seguretat marroquina Ahmed Bujari, qui assegura que el cos de Ben Barka va ser traslladat al centre de detenció clandestí de Dar al-Muqri, a Rabat, on va ser dissolt en una gran caldera d'àcid que el mateix Bujari havia hagut de fer fabricar per a l'ocasió. L'altre testimoniatge és el de l'antic comissari Lucien-Aimé Blanc, company dels dos policies francesos condemnats per l'afer Ben Barka, qui va fer públiques les transcripcions d'escoltes telefòniques realitzades pels serveis secrets francesos que planejaven la desaparició de Ben Barka, que demostraria que el govern de l'època almenys coneixia els plans de segrest.
Els estats francès i marroquí han negat sempre qualsevol implicació oficial en el cas. El Marroc, des de la mort d'Ufqir el 1973, ha admès la participació del general en el segrest, però atribuint-la a un acte individual producte de la seva enemistat personal amb Ben Barka, i no a un pla institucional.